# Maisons régnantes d'Europe
 (juillet 2016).
Si vous disposez d'ouvrages ou d'articles de référence ou si vous connaissez des sites web de qualité traitant du thème abordé ici, merci de compléter l'article en donnant les références utiles à sa vérifiabilité et en les liant à la section « Notes et références ».
Cet article recense les maisons régnant actuellement sur un pays européen (les monarchies européennes) et indique l’évolution probable au regard des lois successorales en vigueur dans chacune de ces monarchies.

## Situation actuelle

### Monarchies en Europe
Au 20 août 2025, l’Europe compte dix monarchies héréditaires :
- le royaume de Belgique ;
- le royaume de Danemark ;
- le royaume d’Espagne ;
- le grand-duché de Luxembourg ;
- la principauté de Liechtenstein ;
- la principauté de Monaco ;
- le royaume de Norvège ;
- le royaume des Pays-Bas ;
- le royaume de Suède ;
- le Royaume-Uni de Grande-Bretagne et d’Irlande du Nord.

Deux monarchies ne sont pas héréditaires :
- l'État de la Cité du Vatican (Saint-Siège) ;
- la principauté d’Andorre.

### Familles régnantes à ce jour (20 août 2025)
Il existe dix monarchies héréditaires en Europe, sur lesquelles règnent huit familles (quatre lignées agnatiques d’origine française et quatre lignées agnatiques d’origine germanique) :
| Maison agnatique                                                                         | Pays          | Nom usuel                                                       | Monarque                                      | 1er héritier                                  | 2e héritier                                   | 3e héritier                               | Notes |
| ---------------------------------------------------------------------------------------- | ------------- | --------------------------------------------------------------- | --------------------------------------------- | --------------------------------------------- | --------------------------------------------- | ----------------------------------------- | --- |
| Maison d'Amsberg                                                                         | Pays-Bas      | Maison d'Orange-Nassau (en néerlandais, Huis van Oranje-Nassau) | Willem-Alexander des Pays-Bas 27 avril 1967   | Catharina-Amalia des Pays-Bas 7 décembre 2003 | Alexia des Pays-Bas 26 juin 2005              | Ariane des Pays-Bas 10 avril 2007         | La maison d'Amsberg règne agnatiquement sur les Pays-Bas depuis 2013. Elle a succédé à la maison de Lippe-Biesterfeld, qui elle-même a succédé à la maison d'Orange-Nassau. La famille emploie toujours le nom van Oranje-Nassau, bien que descendant de cette maison par les femmes. |
| Maison Bernadotte                                                                        | Suède         | Maison Bernadotte (en suédois, Huset Bernadotte)                | Charles XVI Gustave de Suède 30 avril 1946    | Victoria de Suède 14 juillet 1977             | Estelle de Suède 23 février 2012              | Oscar de Suède 2 mars 2016                | La maison Bernadotte règne en Suède depuis 1818. Elle a succédé à la maison de Holstein-Gottorp. |
| Maison de Bourbon                                                                        | Espagne       | Maison de Bourbon (en espagnol, Casa de Borbón)                 | Felipe VI d'Espagne 30 janvier 1968           | Leonor de Borbón y Ortiz 31 octobre 2005      | Sofía de Borbón y Ortiz 29 avril 2007         | Elena de Borbón y Grecia 20 décembre 1963 | La maison de Bourbon-Anjou règne en Espagne depuis 1700 (avec des interruptions de la maison Bonaparte et de la maison de Savoie). Elle a succédé à la maison de Habsbourg. |
| Maison de Bourbon                                                                        | Luxembourg    | Maison de Nassau (en luxembourgeois, Haus Nassau)               | Henri de Luxembourg 16 avril 1955             | Guillaume de Luxembourg 11 novembre 1981      | Charles de Luxembourg 10 mai 2020             | François de Luxembourg 27 mars 2023       | La maison de Nassau (issue du rameau de Bourbon-Parme) règne au Luxembourg depuis 1964. Elle a succédé à la maison de Nassau (descendance masculine). La famille emploie toujours le nom de Nassau, bien que descendant de cette maison par les femmes. |
| Maison de Laborde de Monpezat                                                            | Danemark      | Maison de Glücksbourg (en danois, Huset Glücksborg)             | Frederik X de Danemark 26 mai 1968            | Christian de Danemark 15 octobre 2005         | Isabella de Danemark 21 avril 2007            | Vincent de Danemark 8 janvier 2011        | La maison de Schleswig-Holstein-Sonderbourg-Glücksbourg a succédé à la maison d'Oldenbourg et a régné sur le Danemark de 1863 à 2024. À la suite de l'abdication de Margrethe II, la Maison de Laborde de Monpezat devient la maison agnatique régnante. |
| Maison de Liechtenstein                                                                  | Liechtenstein | Maison de Liechtenstein (en allemand, Haus Liechtenstein)       | Hans-Adam II de Liechtenstein 14 février 1945 | Alois de Liechtenstein 11 juin 1968           | Joseph Wenceslas de Liechtenstein 24 mai 1995 | Georges de Liechtenstein 20 avril 1999    | La maison de Liechtenstein règne sur le Liechtenstein depuis 1719. |
| Maison de Polignac                                                                       | Monaco        | Maison Grimaldi                                                 | Albert II de Monaco 14 mars 1958              | Jacques de Monaco 10 décembre 2014            | Gabriella de Monaco 10 décembre 2014          | Caroline de Monaco 23 janvier 1957        | La maison de Polignac règne agnatiquement sur Monaco depuis 1949. Elle a succédé à la maison de Goÿon de Matignon, qui elle-même a succédé à la maison Grimaldi. La famille emploie toujours le nom Grimaldi, bien que descendant de cette maison à la fois par les femmes et par bâtardise. |
| Maison de Schleswig-Holstein-Sonderbourg-Glücksbourg (branche de la maison d'Oldenbourg) | Norvège       | Maison de Glücksbourg (en norvégien, Huset Glücksburg)          | Harald V de Norvège 21 février 1937           | Haakon de Norvège 20 juillet 1973             | Ingrid Alexandra de Norvège 21 janvier 2004   | Sverre Magnus de Norvège 3 décembre 2005  | La maison de Schleswig-Holstein-Sonderbourg-Glücksbourg règne sur la Norvège depuis 1905. Elle a succédé à la maison Bernadotte. |
| Maison de Schleswig-Holstein-Sonderbourg-Glücksbourg (branche de la maison d'Oldenbourg) | Royaume-Uni   | Maison Windsor (en anglais, House of Windsor)                   | Charles III du Royaume-Uni 14 novembre 1948   | William de Galles 21 juin 1982                | George de Galles 22 juillet 2013              | Charlotte de Galles 2 mai 2015            | La maison de Wettin (par sa branche de Saxe-Cobourg et Gotha) règne agnatiquement sur le Royaume-Uni de 1901 à 2022, d'abord sous le nom de Saxe-Cobourg et Gotha de 1901 à 1917, puis Windsor depuis 1917. À la mort de la reine Élisabeth II, la couronne britannique est passée à la Maison de Schleswig-Holstein-Sonderbourg-Glücksbourg (branche de la maison d'Oldenbourg), cependant, la famille royale conserve le nom dynastique Windsor. |
| Maison de Wettin                                                                         | Belgique      | Maison de Belgique (en néerlandais, Huis van België)            | Philippe de Belgique 15 avril 1960            | Élisabeth de Belgique 25 octobre 2001         | Gabriel de Belgique 20 août 2003              | Emmanuel de Belgique 4 octobre 2005       | La maison de Wettin (par sa branche de Saxe-Cobourg et Gotha) règne agnatiquement sur la Belgique depuis 1831, d'abord sous le nom de Saxe-Cobourg et Gotha de 1831 à 1921, puis de Belgique depuis 1921. |

## Princesses et princes héritiers des maisons régnantes d'Europe
De nombreuses monarchies ayant changé leur loi successorale en faveur de la primogéniture absolue, il sera, à l'avenir, bien plus fréquent qu'autrefois qu'une couronne passe à une autre maison agnatique. Voici les 10 princesses et princes héritiers européens :
- Belgique : l'héritière actuelle du trône est Élisabeth de Belgique, née en 2001 : la primogéniture absolue ayant été instaurée, si la princesse Élisabeth succède à son père, le roi Philippe, et a des descendants dynastes, la couronne de Belgique pourrait quitter la maison de Saxe-Cobourg ;
- Danemark : l'héritier actuel du trône est Christian de Danemark, né en 2005 : lors de l'abdication de Margrethe II le 14 janvier 2024, la couronne danoise est passée à la maison de Laborde de Monpezat à laquelle appartenait le prince consort (il est toutefois probable que la famille royale conserve le nom de Glücksbourg) ; la règle successorale est celle de la primogéniture absolue ;
- Espagne : l'héritière actuelle du trône est Leonor d'Espagne, née en 2005 : bien que l'Espagne soit dotée d'une loi successorale favorisant les lignes mâles, le roi Felipe VI a deux filles dont l'aînée, Leonor, est appelée à régner ;
- Luxembourg : l'héritier actuel du trône est Guillaume de Luxembourg, né en 1981 : aucun changement dans un proche avenir, le grand-duc héritier ayant deux garçons: Charles et François ;
- Liechtenstein : l'héritier actuel du trône est Alois de Liechtenstein, né en 1968 : aucun changement à prévoir, le Liechtenstein ayant une loi successorale favorisant les lignes mâles ;
- Monaco : l'héritier actuel du trône est Jacques de Monaco, né en 2014 : Monaco a une loi successorale favorisant les lignes mâles, et bien que le prince Albert II ait des jumeaux (Gabriella et Jacques de Monaco), c'est le garçon, né après sa jumelle, qui est l'héritier du trône ;
- Norvège : l'héritier actuel du trône est Haakon de Norvège, né en 1973 : la primogéniture absolue ayant été instaurée, si sa fille, la princesse Ingrid survit à son père et à son grand-père le roi Harald V, et a des descendants, la couronne de Norvège pourrait quitter la maison d'Oldenbourg ;
- Pays-Bas : l'héritière actuelle du trône est Catharina-Amalia des Pays-Bas, née en 2003 : à la suite de l'abdication en 2013 de la reine Beatrix, la couronne néerlandaise est passée à la maison d'Amsberg, famille comtale de petite noblesse allemande à laquelle appartenait le prince consort (la famille royale conserve le nom d'Oranje-Nassau qu'elle portait déjà alors qu'elle descend par les femmes de cette maison) ; le roi Willem-Alexander a pour héritières ses trois filles Catharina-Amalia, Alexia et Ariane ; la règle successorale est celle de la primogéniture absolue ;
- Royaume-Uni : l'héritier actuel du trône est William de Galles, né en 1982 : à la mort de la reine Élisabeth II, sa grand-mère, la couronne britannique est passée, via Charles III, à la maison d'Oldenbourg (branche de Grèce et de Danemark, elle-même issue de la branche de Schleswig-Holstein-Sonderbourg-Glucksbourg), à laquelle appartiennent ses descendants, qui cependant conservent le nom dynastique Windsor (en vigueur depuis George V) et les armes de la maison de Saxe-Cobourg-Gotha ;
- Suède : l'héritière actuelle du trône est Victoria de Suède, née en 1977 : la primogéniture absolue ayant été instaurée, si l'un des descendants de la princesse Victoria survit à sa mère et à son père, le roi Charles XVI Gustave, la couronne suédoise pourrait quitter la maison Bernadotte pour aller à la famille roturière suédoise Westling, à laquelle appartient le mari de la princesse.

## Anciens souverains encore vivants
Plusieurs souverains des maisons régnantes actuelles ont abdiqué en faveur de leur enfant héritier et sont toujours vivants aujourd'hui, parfois plus de dix ans après leur abdication.

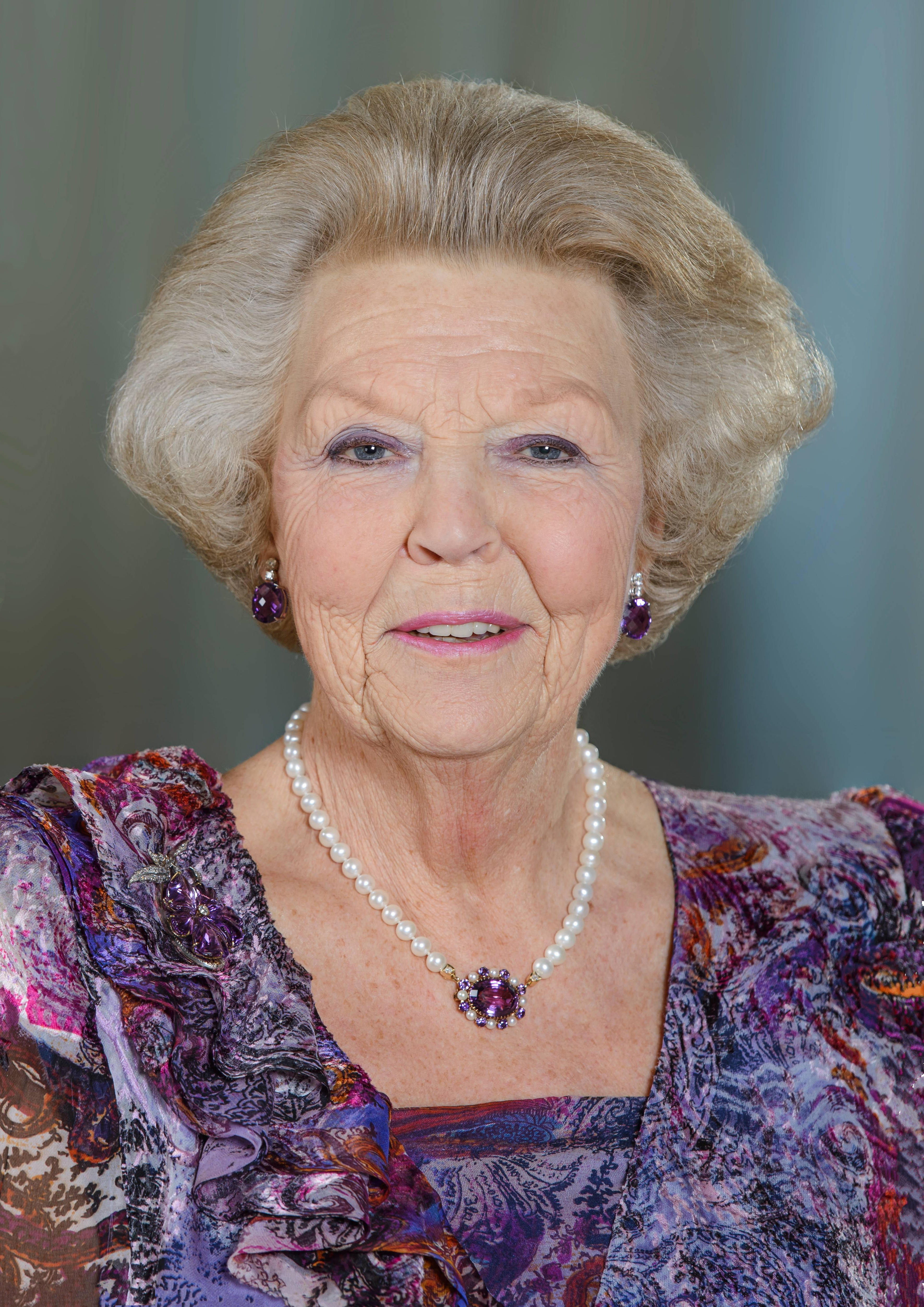
Beatrix, reine des Pays-Bas de 1980 à 2013 31 janvier 1938 (87 ans)
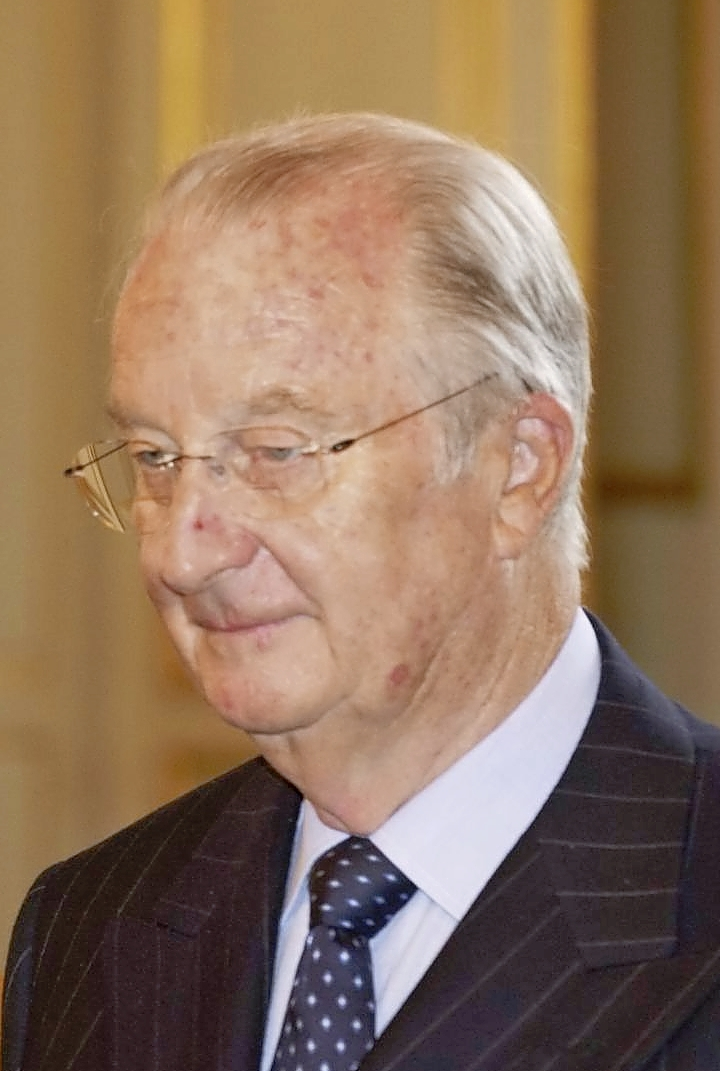
Albert II, roi des Belges de 1993 à 2013 6 juin 1934 (91 ans)
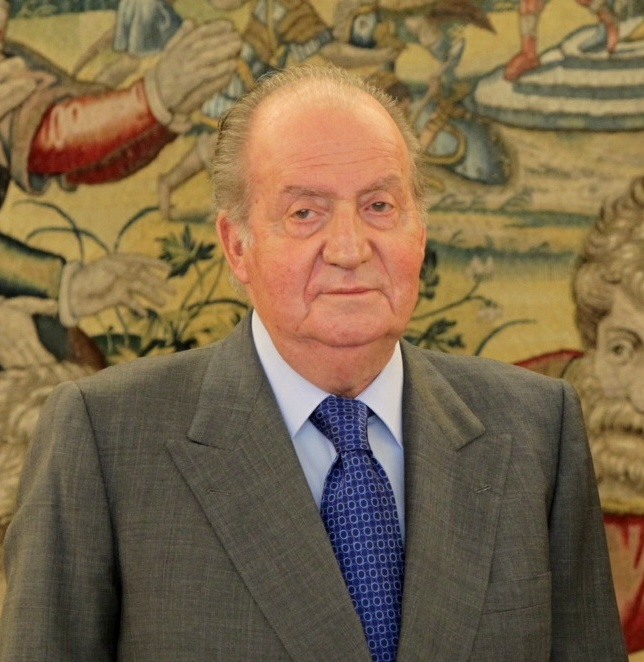
Juan Carlos Ier, roi d'Espagne de 1975 à 2014 5 janvier 1938 (87 ans)
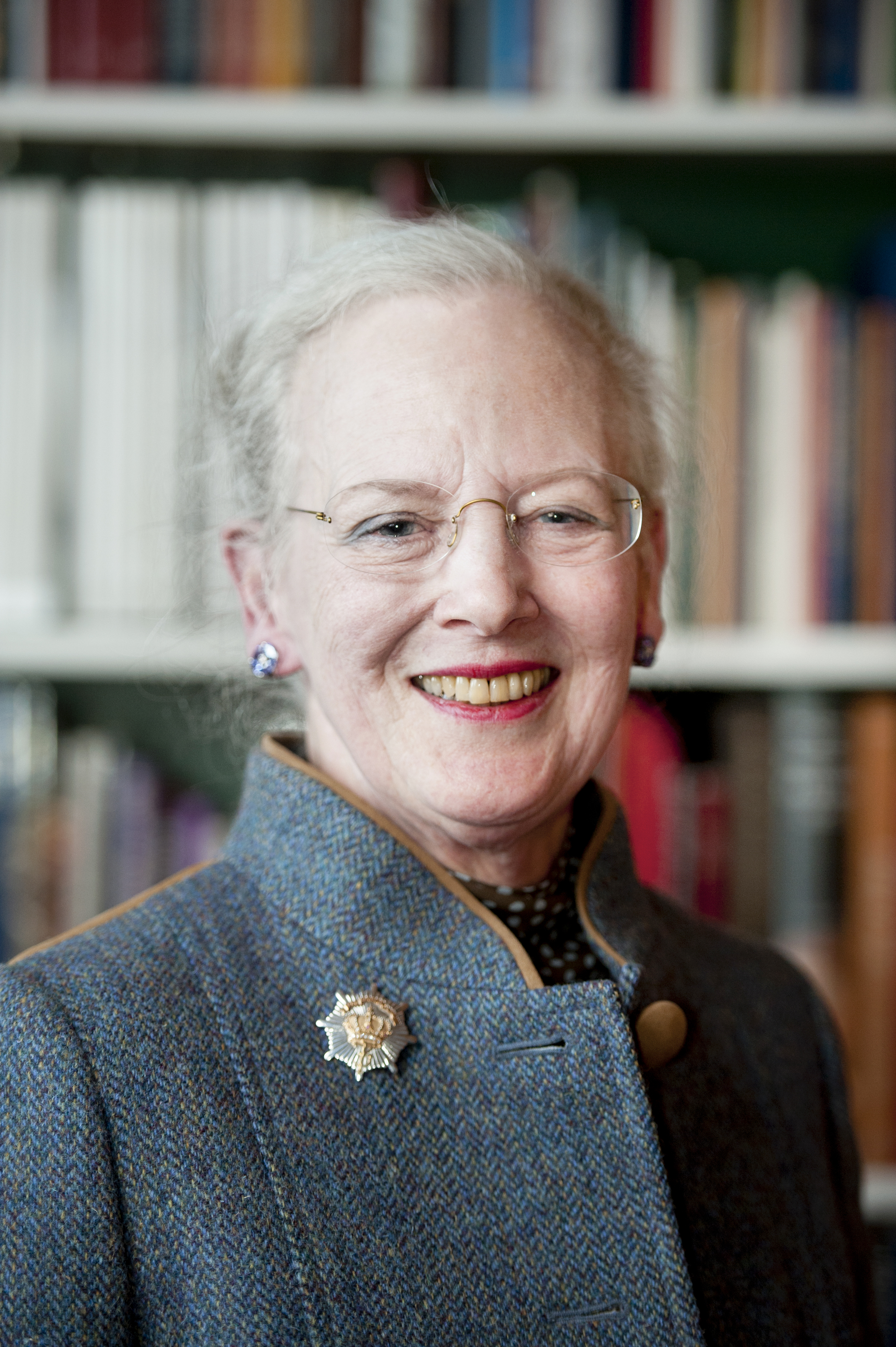
Margrethe II, reine de Danemark de 1972 à 2024 16 avril 1940 (85 ans)